# Manises
Manises es un municipio situado en la provincia de Valencia, Comunidad Valenciana, España. Está en la comarca de la Huerta Sur. Su población es de 32 273 habitantes (INE 2024) y es famoso por su cerámica y por albergar en su término municipal al aeropuerto de Valencia.

## Geografía
El municipio se sitúa en el extremo occidental de la Huerta de Valencia, en la margen derecha del río Turia.
|                            | Norte: Paterna       |                       |
| Oeste: Ribarroja del Turia |                      | Este: Cuart de Poblet |
|                            | Sur: Cuart de Poblet |                       |

### Clima
De acuerdo con la clasificación climática de Koppen, el clima de Manises es semiárido frío (BSk).
Es un clima típicamente mediterráneo pero no con rasgos muy definidos, nos encontramos unos veranos menos calurosos que en el interior y unos inviernos considerablemente bastante más fríos que en la costa, con heladas nocturnas en los meses de invierno. La temperatura media del invierno desciende a los 4,7 grados (aunque puede llegar a los -5Cº o -10Cº en los días más fríos) mientras que al verano asciende a los 24,8 grados (con picos de 35Cº).
A lo largo del año, se registran cerca de 427 mm de lluvias. Julio es el mes más seco, con solo 10 mm de precipitaciones, mientras que septiembre destaca como el más lluvioso, con un promedio de 60 mm.
| Parámetros climáticos promedio de Observatorio del Aeropuerto de Valencia (municipio de Manises) ( 56 m s. n. m. ) (Periodo de referencia: 1991-2020, extremos: 1966-actualidad) | Parámetros climáticos promedio de Observatorio del Aeropuerto de Valencia (municipio de Manises) ( 56 m s. n. m. ) (Periodo de referencia: 1991-2020, extremos: 1966-actualidad) | Parámetros climáticos promedio de Observatorio del Aeropuerto de Valencia (municipio de Manises) ( 56 m s. n. m. ) (Periodo de referencia: 1991-2020, extremos: 1966-actualidad) | Parámetros climáticos promedio de Observatorio del Aeropuerto de Valencia (municipio de Manises) ( 56 m s. n. m. ) (Periodo de referencia: 1991-2020, extremos: 1966-actualidad) | Parámetros climáticos promedio de Observatorio del Aeropuerto de Valencia (municipio de Manises) ( 56 m s. n. m. ) (Periodo de referencia: 1991-2020, extremos: 1966-actualidad) | Parámetros climáticos promedio de Observatorio del Aeropuerto de Valencia (municipio de Manises) ( 56 m s. n. m. ) (Periodo de referencia: 1991-2020, extremos: 1966-actualidad) | Parámetros climáticos promedio de Observatorio del Aeropuerto de Valencia (municipio de Manises) ( 56 m s. n. m. ) (Periodo de referencia: 1991-2020, extremos: 1966-actualidad) | Parámetros climáticos promedio de Observatorio del Aeropuerto de Valencia (municipio de Manises) ( 56 m s. n. m. ) (Periodo de referencia: 1991-2020, extremos: 1966-actualidad) | Parámetros climáticos promedio de Observatorio del Aeropuerto de Valencia (municipio de Manises) ( 56 m s. n. m. ) (Periodo de referencia: 1991-2020, extremos: 1966-actualidad) | Parámetros climáticos promedio de Observatorio del Aeropuerto de Valencia (municipio de Manises) ( 56 m s. n. m. ) (Periodo de referencia: 1991-2020, extremos: 1966-actualidad) | Parámetros climáticos promedio de Observatorio del Aeropuerto de Valencia (municipio de Manises) ( 56 m s. n. m. ) (Periodo de referencia: 1991-2020, extremos: 1966-actualidad) | Parámetros climáticos promedio de Observatorio del Aeropuerto de Valencia (municipio de Manises) ( 56 m s. n. m. ) (Periodo de referencia: 1991-2020, extremos: 1966-actualidad) | Parámetros climáticos promedio de Observatorio del Aeropuerto de Valencia (municipio de Manises) ( 56 m s. n. m. ) (Periodo de referencia: 1991-2020, extremos: 1966-actualidad) | Parámetros climáticos promedio de Observatorio del Aeropuerto de Valencia (municipio de Manises) ( 56 m s. n. m. ) (Periodo de referencia: 1991-2020, extremos: 1966-actualidad) |
| Mes | Ene. | Feb. | Mar. | Abr. | May. | Jun. | Jul. | Ago. | Sep. | Oct. | Nov. | Dic. | Anual |
| --- | --- | --- | --- | --- | --- | --- | --- | --- | --- | --- | --- | --- | --- |
| Temp. máx. abs. (°C) | 26.2 | 29.6 | 32.6 | 34.8 | 42.6 | 39.3 | 43.4 | 46.8 | 37.8 | 35.8 | 31.5 | 27.7 | 46.8 |
| Temp. máx. media (°C) | 16.3 | 17.1 | 19.4 | 21.4 | 24.7 | 28.3 | 30.8 | 31.2 | 28.2 | 24.5 | 19.6 | 16.8 | 23.2 |
| Temp. media (°C) | 10.7 | 11.4 | 13.6 | 15.9 | 19.2 | 23.1 | 25.9 | 26.3 | 23.1 | 19.3 | 14.3 | 11.4 | 17.9 |
| Temp. mín. media (°C) | 5.1 | 5.7 | 7.8 | 10.3 | 13.8 | 17.7 | 20.8 | 21.3 | 18.1 | 14.0 | 9.0 | 6.0 | 12.5 |
| Temp. mín. abs. (°C) | -5.4 | -3.1 | -2.3 | 0.2 | 4.8 | 8.7 | 12.2 | 10.6 | 8.2 | 3.0 | -3.1 | -4.8 | -5.4 |
| Precipitación total (mm) | 35 | 27 | 37 | 36 | 36 | 21 | 7 | 12 | 61 | 57 | 45 | 47 | 420 |
| Días de precipitaciones (≥ 1 mm) | 3.5 | 3.2 | 3.9 | 4.4 | 4.2 | 2.2 | 1.2 | 2.0 | 4.7 | 4.4 | 4.1 | 4.1 | 42 |
| Días de nevadas (≥ 0,01 mm) | 0.2 | 0.0 | 0.0 | 0.0 | 0.0 | 0.0 | 0.0 | 0.0 | 0.0 | 0.0 | 0.0 | 0.0 | 0.2 |
| Horas de sol | 180 | 184 | 226 | 252 | 282 | 312 | 338 | 301 | 240 | 214 | 177 | 167 | 2886 |
| Humedad relativa (%) | 64 | 61 | 60 | 58 | 57 | 56 | 58 | 61 | 63 | 65 | 65 | 66 | 62 |
| Fuente: Agencia Estatal de Meteorología | | | | | | | | | | | | | |

Los récords climatológicos más destacados registrados en el observatorio del Aeropuerto de Valencia desde 1966 son los siguientes: La temperatura máxima absoluta de 46.8 °C registrada el 10 de agosto de 2023, la temperatura mínima absoluta de -5.4 registrada el 15 de enero de 1985, la precipitación máxima en un día de 188.9 mm registrada el 28 de septiembre de 2012, y la máxima racha de viento de 153 km/h registrada el 28 de enero de 1978.

## Historia

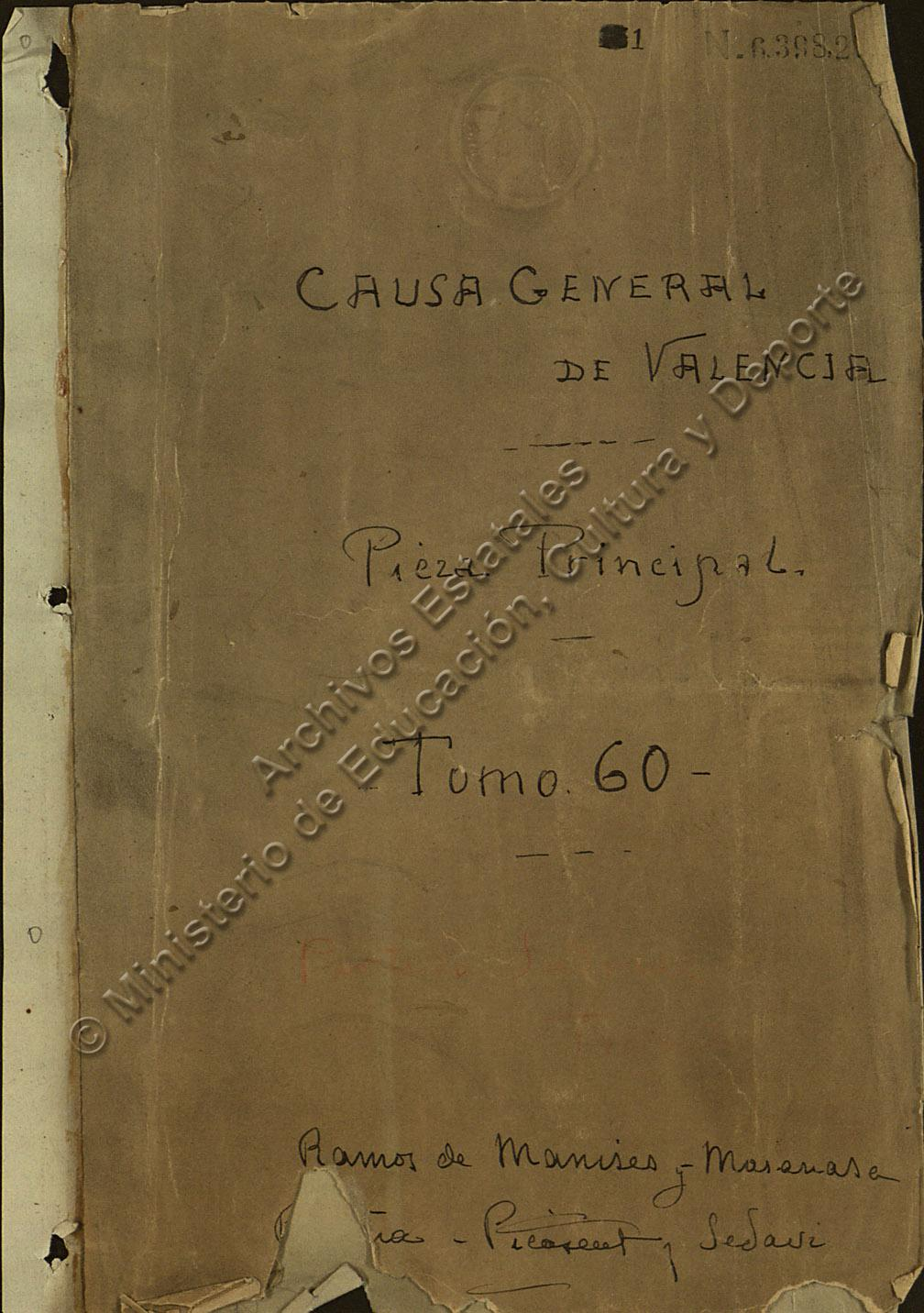
Causa General Manises

Manises es un municipio de la Huerta de Valencia, se extiende al margen derecho del río Turia (límite septentrional del término) y está accidentado en el sector occidental por los primeros montes que dominan la plana aluvial del Turia.
La agricultura es predominantemente de secano: algarrobos, oliveras y pequeños sectores de viña y almendros. El regadío aprovecha el agua del Turia a través de la acequia de Manises.
La actividad económica principal es la industria, centrada en la cerámica, que tiene una importante tradición desde la Edad Media, la cual resurge con fuerza en la segunda mitad del siglo XIX. En 1917 fue creada la Escuela de Cerámica que incluía el estudio de esta actividad en sus diversas variantes: cerámica artística, porcelana y azulejos. Predomina la pequeña empresa.
La actividad industrial comportó un fuerte incremento de la población, que se triplicó en el siglo XIX y se ha multiplicado por 6 en el siglo XX.
La ciudad se encuentra a la derecha del Turia, en el extremo oriental del término, sobre una pequeña colina y frente a Paterna, al otro lado del río. Se extiende de oeste a este, siguiendo el curso del río, y en el último ensanche se unió a Cuart de Poblet. Los sectores industriales se concentran al este y norte del núcleo urbano, cerca de la estación del ferrocarril de Valencia a Liria. La iglesia parroquial de San Juan Bautista fue edificada entre 1734 y 1751; el altar mayor había pertenecido al convento de la Merced de Valencia. Antigua alquería islámica, fue donada en 1238 por Jaime I a Artal de Luna, y en 1307 fue vendida a Pere Boïl y se convirtió en centro de la baronía de Manises. Fue lugar mixto de cristianos y moriscos entre los años 1602 y 1609 en una promoción de 150 hogares cristianos y 50 moriscos.
El 22 de diciembre de 1924 recibió del rey Alfonso XIII el título de Ciudad. Además de diversos hallazgos de época romana, dentro del término hay un acueducto construido en aquella época denominado Els Arcs. En el extremo occidental del término, en la ribera del Turia, hay una estación potabilizadora del agua de Valencia. El municipio comprende además los caseríos de la Presa y la Cueva y el barrio de San Francisco.
El Aeropuerto de Manises, al servicio de la ciudad de Valencia, está situado al oeste de la aglomeración urbana, dentro del término de Manises, a unos 8 kilómetros del centro de la ciudad. Comparte la actividad comercial con las instalaciones de la base militar aérea de Manises, en la actualidad desmantelada. Tiene todas las instalaciones aeroportuarias modernas y un radar situado en Pinedo, cerca de la Albufera de Valencia. Actualmente está dotado de los últimos avances en sus instalaciones de acogida de viajeros y de movimiento de mercancías.
Aunque no se sabe exactamente desde cuándo estuviese habitada Manises, existe una importante obra para llevar agua a Valencia que nos da un indicio de quiénes podrían haber sido los primeros pobladores. Se trata del Acueducto Els Arcs, que ha sido reconocido como Bien de Interés Cultural. Aunque el paso del tiempo ha dejado su huella, esta estructura sigue siendo un destacado ejemplo del patrimonio arquitectónico en la comarca de l'Horta Sud. Se encuentra ubicado en el Barranco Salt de l’Aigua. En cuanto a su historia, la primera mención conocida aparece en una orden del rey Jaime I en 1273, donde se señalaba la necesidad de restaurarlo. Más adelante, en el siglo XIX, vuelve a mencionarse en los escritos del investigador francés Jaubert de Passa. Aunque en un principio se pensó que era de origen romano, estudios recientes apuntan a que su construcción se remonta al periodo musulmán.
Els Arcs tenía como objetivo salvar el desnivel del barranco para transportar agua desde la acequia de Quart hacia localidades cercanas. Quienes lo visitan pueden contemplar sus 28 arcos, en los que las filtraciones han dado lugar a la formación de estalactitas, creando un paisaje realmente impresionante. Incluso hoy en día, el acueducto sigue en funcionamiento, ya que fue adaptado en los años 70 para continuar siendo útil.
Después vinieron los árabes, siendo estos los creadores de nuestra ciudad y los originarios de nuestras tradiciones. Los 500 años que aproximadamente ocupa este período, fueron suficientes para que Manises, su casco urbano, su término, su agricultura, y su industria cerámica, tuvieran un nivel tan importante, como para que Jaime I, se lo otorgara como premio a uno de sus mejores hombres, don Artal de Luna, uno de los Rich-homs de natura que le acompañaban.
Y es esta donación, registrada en el Libro del Reparto, lo primero cita que oficialmente se conoce de Manises 1237. Artallus de Luna. Alquerian de Paterna et de Manizes, VII idus Julil (7 de julio de 1237).

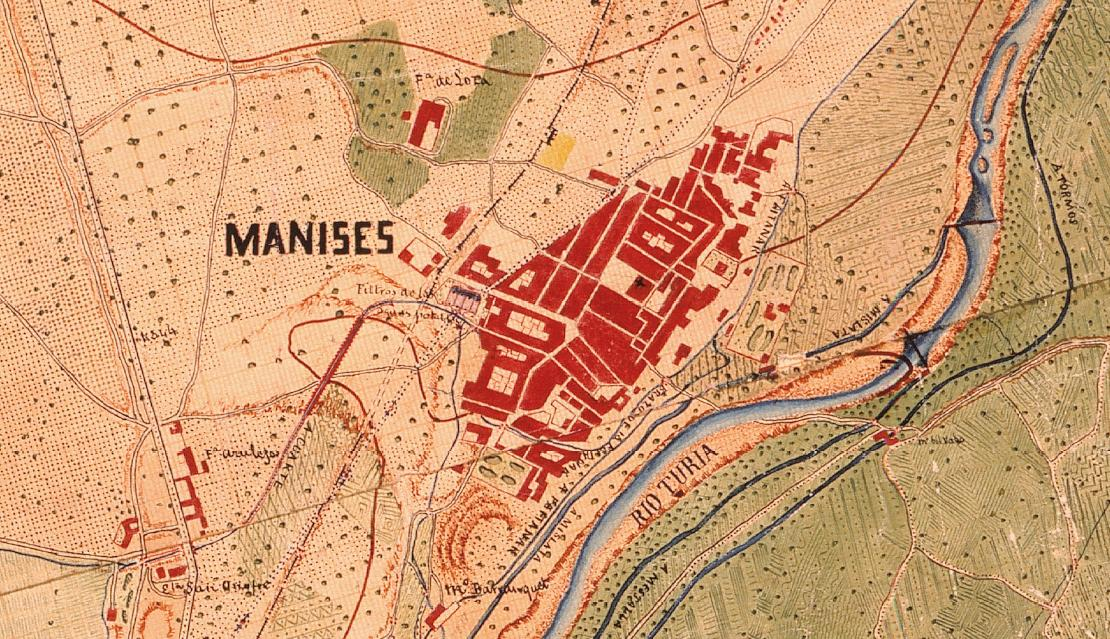
Manises en 1833

Especial importancia en Manises tuvo la tradición alfarera musulmana conservada por la población morisca. La herencia del secreto de la loza dorada trascendió al resto de los reinos peninsulares, e incluso a la Europa renacentista. Sobreviviendo luego a la competencia de Alcora dentro del territorio valenciano y a las innovaciones de otros focos como Talavera de la Reina y Triana, en Sevilla, la loza y la azulejería de la ciudad fueron evolucionando hasta recuperar en el inicio del siglo XX un puesto destacado en la producción nacional. A ello ayudaría la creación en 1914 de la Escuela de la Cerámica de Manises, fundada por Vicente Vilar David (Ingeniero Industrial por la escuela de Barcelona y Teniente de alcalde con Primo de Rivera) y, más tarde, la inauguración en 1969 del Museo de la Cerámica de Manises. Este es una institución pública de carácter municipal, gestionada por el Ayuntamiento de Manises y bajo la responsabilidad de la concejalía de Museos. Fue inaugurado en 1967 y, desde entonces, ha desarrollado una labor constante en la recuperación, conservación, investigación, exposición y difusión del patrimonio y la historia cerámica del municipio. Para llevar a cabo esta misión, cuenta con distintos servicios como una biblioteca, un taller de restauración o la coordinación de excavaciones arqueológicas, y colabora con diversas entidades culturales y educativas.
Manises como toda España sufrió la Guerra Civil, y una feroz y cruel represión como así atestigua La Causa General de Manises de 1940

## Demografía
Manises cuenta con una población de 32 273 habitantes (INE 2024).
| Gráfica de evolución demográfica de Manises entre 1842 y 2021                                                       |
| |
| Población de derecho según los censos de población del INE Población de hecho según los censos de población del INE |

En 2007 un 6,21 % de sus habitantes era de nacionalidad extranjera

## Economía

### La cerámica

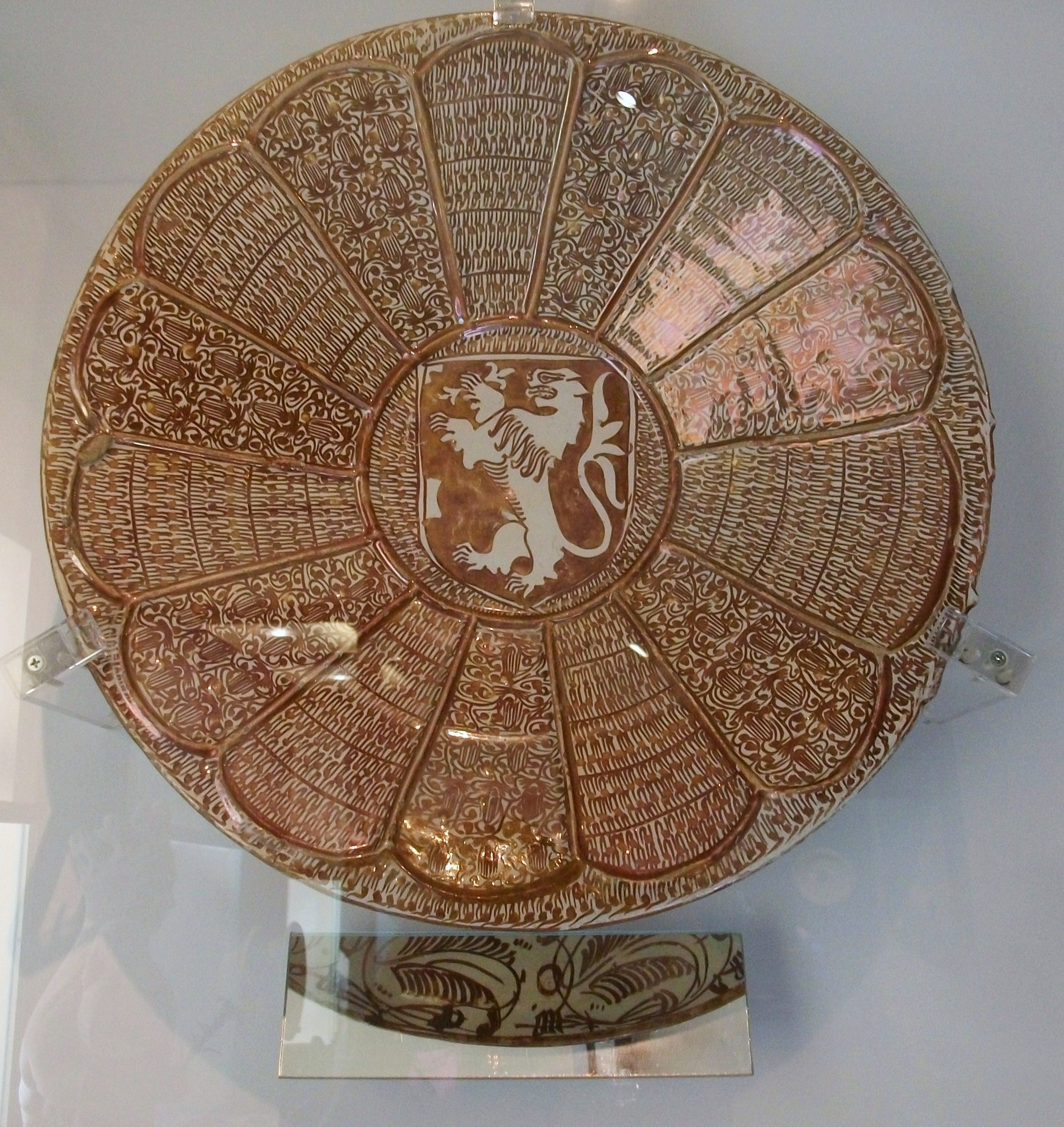
Plato con reflejo metàlico, Manises, Museo de la cerámica, Valencia

Hay que dedicar un especial capítulo a la cerámica local. A comienzos del siglo XIV, el 3 de diciembre de 1304, reinando Jaime II, el señorío de Manises fue adquirido por la familia Boil, que introdujo en su nueva posesión la cerámica de reflejos importada de los musulmanes andaluces, en especial de Málaga.
La cerámica de reflejo metálico junto a la decorada en azul, darán incluso fama europea a la producción manisiense, y será solicitada por príncipes y pontífices, y elogiada por numerosos testimonios de la época.
Además de cubrir las necesidades de la Corona aragonesa, esta cerámica se exportaba a Francia, Italia, y sobre todo, a Nápoles, donde Alfonso el Magnánimo sostenía una corte brillante y lujosa. Al ser un gran consumidor de las lozas de Paterna y Manises, hizo de Nápoles centro de influencia para el resto de cortes italianas. También los papas Calixto III y Alejandro VI solicitaron a menudo loza y azulejería del levantinas para las salas del Vaticano. La exportación se extendió a Sicilia, Venecia, Turquía y Chipre e incluso a Flandes y los países del Báltico. Los palacios de diversas cortes de Europa se adornaron con la cerámica de Manises, prueba de ello son los abundantes ejemplos de loza morisca valenciana que ha dejado la Historia de la Pintura, como puede verse en obras de los hermanos Humberto y Jan van Eyck; en la tabla central del tríptico Portinari de Hugo van der Goes, conservado en la Galería Uffizi de Florencia, o en algunos frescos de la familia Ghirlandaio en esta misma ciudad.
El comercio de la cerámica dio lugar a compañías de exportadores, primero italianos, chipriotas y turcos; luego catalanes y mallorquines, que transportaban los azulejos y diversas piezas con todo cuidado, embaladas en grandes tinajas o cossis revestidos de cuerda y paja. Del Grao de Valencia salían continuamente naves con esta carga y se pagaba un impuesto por la salida de estos productos.

### Turismo

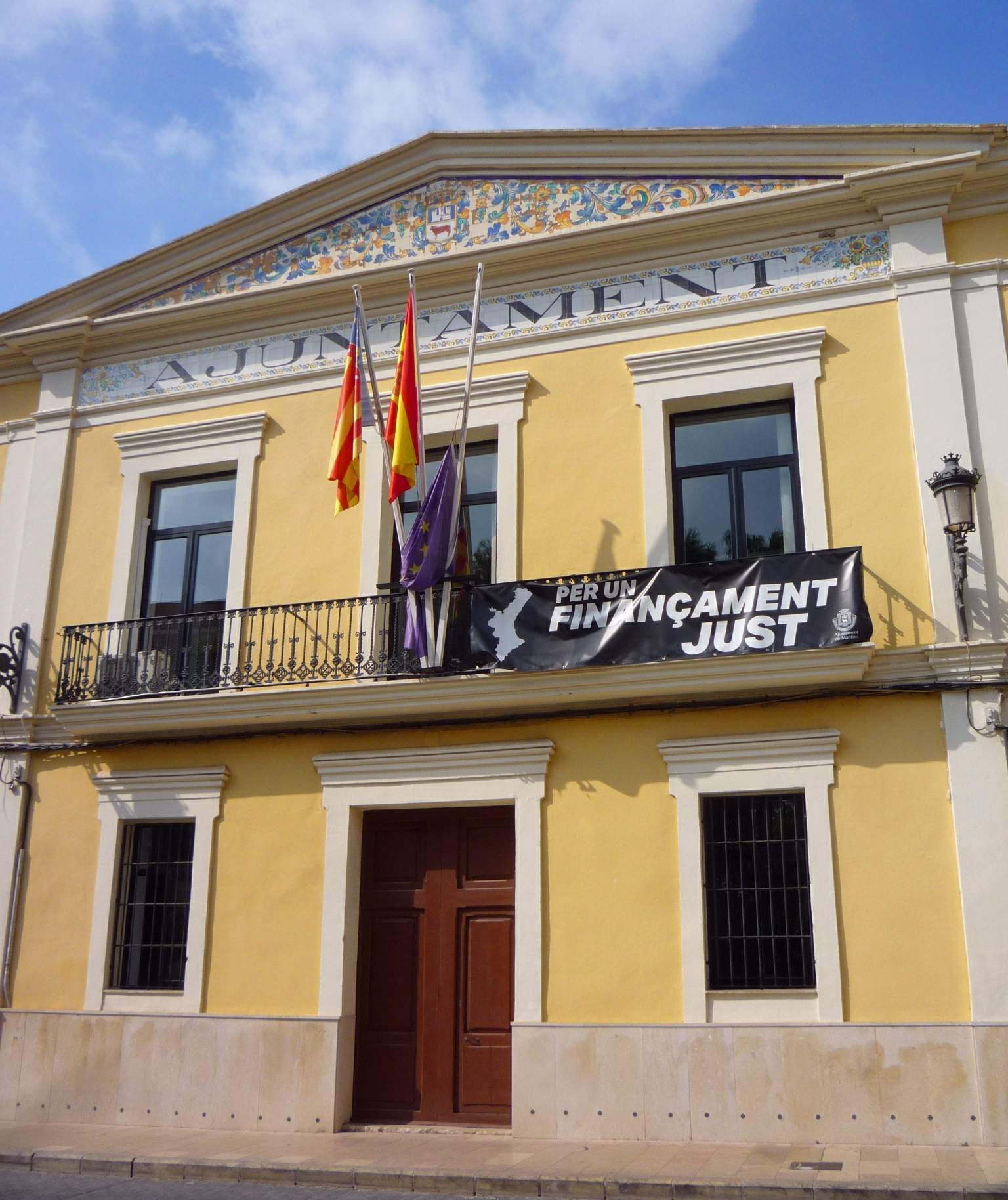
Ayuntamiento de Manises

En Manises se encuentra el Real Club de Golf de Manises, de 9 hoyos.
En una feria del turismo celebrada en Madrid el 23 de enero del 2025, se puso en pantalla una oferta turística no solo basada en el sol y playa sino también en el gran patrimonio artesanal cerámico de Manises. Esta ciudad es la única de España catalogada por la UNESCO como Ciudad Creativa en el ámbito de la artesanía y artes populares. Desde el 2024, una vez al mes Manises mantiene un evento llamado “Sábado Cerámicos”, una atracción turística y cultural en la que se ofrecen visitas guiadas al Museo de Cerámica de Manises.

## Administración y política

### Gobierno municipal
| Periodo    | Nombre                     | Partido | Partido                                         |
| ---------- | -------------------------- | ------- | ----------------------------------------------- |
| 1979-1983  | Antoni Asunción Hernández  |         | Partit Socialista del País Valencià (PSPV-PSOE) |
| 1983-1995  | Rafael Tos Viala           |         | Partit Socialista del País Valencià (PSPV-PSOE) |
| 1995-1999  | José Alberto Arnal Borrego |         | Partit Socialista del País Valencià (PSPV-PSOE) |
| 1999-2012  | Enrique Crespo Calatrava   |         | Partido Popular (PP)                            |
| 2012-2015  | Francisco Izquierdo Moreno |         | Partido Popular (PP)                            |
| 2015-2019  | Jesús Borràs Sanchis       |         | Compromís                                       |
| 2019-2023  | Jesús Borràs Sanchis       |         | Compromís                                       |
| 2023- act. | Javier Mansilla Bermejo    |         | Partit Socialista del País Valencià (PSPV-PSOE) |

| Partido político                                | 2023  | 2023  | 2023       | 2019  | 2019  | 2019       | 2015  | 2015  | 2015       | 2011  | 2011  | 2011       | 2007  | 2007  | 2007       |
| Partido político                                | Votos | %     | Concejales | Votos | %     | Concejales | Votos | %     | Concejales | Votos | %     | Concejales | Votos | %     | Concejales |
| Partido Popular (PP)                            | 4031  | 25,47 | 6          | 3420  | 22,76 | 5          | 4391  | 26,87 | 6          | 8158  | 50,91 | 12         | 8757  | 54,50 | 12         |
| Partit Socialista del País Valencià (PSPV-PSOE) | 3478  | 21,97 | 5          | 2679  | 17,83 | 4          | 2741  | 16,78 | 4          | 3629  | 22,65 | 5          | 5689  | 35,41 | 8          |
| Compromís                                       | 3304  | 20,87 | 5          | 3824  | 25,45 | 6          | 3312  | 20,27 | 5          | 1792  | 11,18 | 2          | —     | —     | —          |
| Vox                                             | 2353  | 14,86 | 4          | 893   | 5,94  | 1          | —     | —     | —          | —     | —     | —          | —     | —     | —          |
| Podem-Sí Se Puede                               | 916   | 5,78  | 1          | 1316  | 8,76  | 2          | 2353  | 14,40 | 3          | —     | —     | —          | —     | —     | —          |
| Ciudadanos (CS)                                 | 750   | 4,73  | 0          | 1738  | 11,57 | 3          | 1193  | 7,30  | 1          | —     | —     | —          | —     | —     | —          |
| Esquerra Unida del País Valencià (EUPV)         | 473   | 2,98  | 0          | 660   | 4,39  | 0          | 1617  | 9,90  | 2          | 1731  | 10,80 | 2          | 1123  | 6,99  | 1          |

### Organización territorial
Barrios
- El Carmen
- Socusa
- Obradors
- San Jerónimo (Barriada compartida con el municipio vecino de Cuart de Poblet.)
- Santa Félix
- Alameda Parc
- San Francisco

Masías y Caseríos
- La Presa
- La Cova

Urbanizaciones
2 

## Servicios

### Sanidad
Manises cuenta con su propio hospital. Abierto en 2009, permaneció en manos privadas durante 15 años hasta convertirse en público en 2024.

### Comunicaciones

#### Autobús interurbano
La localidad esta conectada por varias líneas del MetroBús, todas ellas explotadas FernanBús SA.
- L106 Torrent - Alacuás - Aldaya - C.C. Bon Aire - Barrio del Cristo - Aeropuerto - Manises - Cuart de Poblet
- L150 Valencia - Mislata - Cuart de Poblet - Manises - Aeropuerto.
- L161 Valencia - Barrio de la Luz - Chirivella - Alacuás - Aldaya - Barrio del cristo - Cuart de Poblet
- L162 Aldaya - Barrio del Cristo - Salt de l’Aigua (Metrovalencia)
- L165 Cuart de Poblet - Manises - Paterna - Burjasot

También encontramos otra línea que tienen inicio o final en el Hospital de Manises, explotada por la empresa Autobuses Buñol SL
- L267 La Hoya de Buñol - Hospital de Manises (en la referencia no aparece)

#### Autobús urbano
En la actualidad encontramos un servicio autobús urbano explota el servicio la empresa FernanBús SA, tiene 4 recorridos muy poco diferenciados y dependiendo la hora que es realiza un recorrido u otro. En Ayuntamiento de Manises podemos encontrar toda la información

#### Ferrocarril
En cuanto a la historia del Ferrocarril, podemos remontarnos a 1889, a la línea C-4, cuando llegó por primera vez a Manises gracias a Rafael Valls, el impulsor de la línea a Llíria. Esta línea formó parte del Cercanías de Valencia, de RENFE, hasta su clausura en el 2020. Hasta el año 2005 contaba también con dos estaciones de Renfe, la primera era la estación de Manises, situada en el casco urbano donde actualmente está la estación de metro homónima. La segunda estación era un apeadero a las afueras del casco urbano, era llamada Manises Aeródromo debido a su proximidad con el aeropuerto. Estaba situada en carrer de les Roses y actualmente está desmantelada. Ambas estaciones conectaban con Valencia, Ribarroja del Turia y otros municipios. Como curiosidad hasta el año 1985 existía también la estación de La Cova, la cual daba servicio al polígono industrial de Manises y fue clausurada ese año. Sin embargo, se recuperó en el año 2015 con la llegada de Metrovalencia. Actualmente la línea C-4 limita en Chirivella, y el antiguo recorrido lo explota subterráneo MetroValencia (FGV).

#### Metro
La empresa pública Metrovalencia inauguró el servicio en 2007 heredando el antiguo trazado de la línea C4 de Cercanías Valencia, que explotaba hasta unos años antes la Renfe. Actualmente las líneas que pasan por la localidad son las siguientes:
- Línea 3 (Rafelbunyol - Aeroport).
- Línea 5 (Marítim Serrería - Aeroport)
- Línea 9 (Alboraya-Peris Aragó - Riba-roja de Túria)

Es de las localidades que más paradas tiene en su término municipal, encontrando con 6 estaciones de metro:
- Aeroport
- La Cova
- La Presa
- Manises
- Rosas
- Salt de l’Aigua

## Cultura

### Patrimonio
- Iglesia parroquial. Está dedicada a San Juan Bautista. El actual templo comenzó a construirse en 1734, siendo inaugurado el 14 de agosto de 1751. El viejo templo quedó abandonado para el culto y comenzó a ser derribado en 1817. Se respetó tan sólo la capilla de la Virgen del Rosario, actualmente Capelleta de Sant Antoni. Es de estilo neoclásico, con vestigios del barroco, la planta es de cruz latina, de una sola nave, con una gran cúpula de estilo bizantino sobre el crucero y revestida de reflejo metálico por el exterior, el retablo mayor es de 1951, de estilo barroquizante. Cuenta con la Capilla de la Comunión que data de 1895, de planta de cruz griega, siendo una de las más grandes de la Comunidad Valenciana, contando en su interior con un altar dedicado a Jesús del Gran Poder, imagen pasionista realizada por el escultor José Martínez Solaz en 1948, siendo sufragada por el matrimonio Jesús José Escobar Folgado-Adela Valls Gómez. Sufrió una gran destrucción en julio de 1936 por lo que su aspecto e imágenes son posteriores a la guerra civil.[22]
- Museo municipal de Cerámica. Inaugurado en 1969, siendo Alcalde de Manises Don Francisco Gimeno Adrián, e instalado en la casona legada al Ayuntamiento por la familia Casanova Dalfó-Sanchis Causa. Se exhiben en él conjuntos de azulejos de los siglos XV y XVIII, de reflejos dorados, paneles de azulejos, cerámica popular y una sala-cocina de estilo típico valenciano, imitación del siglo XVIII, además de la colección de obras premiadas en el Concurso Nacional de Cerámica, hoy Bienal Internacional de Cerámica, donde se puede apreciar obras de vanguardia, que hacen de la cerámica un arte en continua evolución.[23]
- Acueducto Els Arcs
- Molino de Vernís o Molino del Roll de Faitanar
- Casa de la Cultura y Juventud: antiguo convento de las Carmelitas
- Edificio del Ayuntamiento
- Portal de la antigua Fábrica de Mayólicas Francisco Valldecabres
- Ruinas del antiguo cementerio morisco
- Edificio El Arte: antigua fábrica de cerámica
- La Placeta
- Antiguo edificio de la Escuela de Cerámica de Manises
- Mercados de Los Pinos y de Los Filtros
- Barri d'Obradors

Están catalogados como Bienes de Interés Cultural los azudes de las acequias que pasan por el término municipal de Manises, a saber:
- Azud de la Acequia de Quart-Benàger-Faitanar (a su paso por Manises, Acequia de Manises)
- Azud de la Acequia de Mestalla
- Azud de la Acequia de Mislata
- Azud de la Real Acequia de Moncada
- Azud de la Acequia de Tormos

### Fiestas
La Mallá
Las fiestas se celebran el último fin de semana de julio, desde su primera edición en el año 2000, y celebrándose cada año, a excepción del año 2020 debido a la pandemia mundial de COVID-19. Estas fiestas son organizadas por los vecinos, y en especial por las personas que constituyen la Comisión de Fiestas, Cultura y Deportes La Mallá. En estas fiestas los vecinos se agrupan en Peñas, bajo un apodo (La Peña la Pinya, Lo Rat Penat, Los Pahiyas, Peña del Buen Rollo, Peña la Cafetera, El Puntazo, La Penya de la Puerta Azul, El Chiringuito...). Se organizan actividades para los niños, la gran gabalgata de disfraces, Orquestas, DiscoMovil, espectáculos diversos etc. Como curiosidad podemos remarcar que los nombres de las calles de La Mallá tienen nombres de aves y árboles en su denominación valenciana. Como por ejemplo: el Verderol, El Fumarell, El Pi Roig, La carrasca, Lo Rat Penat, etc.